# Sport-Club Freiburg 1999-2000
Questa voce raccoglie le informazioni riguardanti lo Sport-Club Freiburg nelle competizioni ufficiali della stagione 1999-2000.

## Stagione
Nella stagione 1999-2000 il Friburgo, allenato da Volker Finke, concluse il campionato di Bundesliga al 12º posto. In Coppa di Germania il Friburgo fu eliminato ai quarti di finale dal Kickers Stoccarda.

## Rosa
| N. |                     | Ruolo | Calciatore         |
| -- | ------------------- | ----- | ------------------ |
| 1  | Germania (bandiera) | P     | Richard Golz       |
| 2  | Germania (bandiera) | D     | Daniel Schumann    |
| 3  | Georgia (bandiera)  | C     | Levan Tskitishvili |
| 4  | Germania (bandiera) | C     | Andreas Zeyer      |
| 5  | Svizzera (bandiera) | D     | Oumar Kondé        |
| 6  | Germania (bandiera) | D     | Steffen Korell     |
| 7  | Tunisia (bandiera)  | C     | Zoubaïer Baya      |
| 8  | Germania (bandiera) | C     | Björn Dreyer       |
| 9  | Georgia (bandiera)  | A     | Aleksandr Iashvili |
| 10 | Georgia (bandiera)  | C     | Levan K'obiashvili |
| 11 | Germania (bandiera) | C     | Marco Weißhaupt    |
| 12 | Germania (bandiera) | C     | Ralf Kohl          |
| 13 | Germania (bandiera) | D     | Stefan Müller      |
| 14 | Francia (bandiera)  | A     | Abder Ramdane      |

| N. |                     | Ruolo | Calciatore        |
| -- | ------------------- | ----- | ----------------- |
| 16 | Germania (bandiera) | D     | Lars Hermel       |
| 17 | Mali (bandiera)     | D     | Boubacar Diarra   |
| 18 | Tunisia (bandiera)  | A     | Mehdi Ben Slimane |
| 20 | Germania (bandiera) | D     | Karsten Neitzel   |
| 21 | Germania (bandiera) | P     | Manuel Schoppel   |
| 23 | Germania (bandiera) | C     | Florian Bruns     |
| 24 | Germania (bandiera) | P     | Timo Reus         |
| 25 | Germania (bandiera) | A     | Stefan Hampl      |
| 26 | Germania (bandiera) | C     | Timo Böttjer      |
| 27 | Ungheria (bandiera) | C     | Laszlo Kanyuk     |
| 28 | Germania (bandiera) | C     | Andreas Bornemann |
| 29 | Germania (bandiera) | C     | Tobias Willi      |
| 30 | Turchia (bandiera)  | C     | Ali Güneş         |
| 32 | Tunisia (bandiera)  | A     | Adel Sellimi      |

## Organigramma societario
Area tecnica
- Allenatore: Volker Finke
- Allenatore in seconda: Karsten Neitzel, Achim Sarstedt
- Preparatore dei portieri:
- Preparatori atletici:

## Calciomercato

### Sessione estiva
| Acquisti | Acquisti      | Acquisti              | Acquisti |
| R.       | Nome          | da                    | Modalità |
| -------- | ------------- | --------------------- | -------- |
| A        | Abder Ramdane | Hansa Rostock         |          |
| C        | Florian Bruns | Oldenburg             |          |
| C        | Björn Dreyer  | Eintracht Norderstedt |          |
| D        | Oumar Kondé   | Blackburn             |          |
| C        | Andreas Zeyer | Bochum                |          |

| Cessioni | Cessioni           | Cessioni            | Cessioni |
| R.       | Nome               | a                   | Modalità |
| -------- | ------------------ | ------------------- | -------- |
| C        | Miran Pavlin       | Karlsruhe           |          |
| P        | Boško Bošković     | Tabor Sežana        |          |
| D        | Damir Burić        | Borussia M'gladbach |          |
| D        | Torben Hoffmann    | Bayer Leverkusen    |          |
| P        | Dietmar Hummel     | Dinamo Dresda       |          |
| C        | Mike Rietpietsch   | Bochum              |          |
| D        | Jörn Schwinkendorf | Waldhof Mannheim    |          |
| A        | Uwe Wassmer        | Waldhof Mannheim    |          |

### Sessione invernale
| Acquisti | Acquisti | Acquisti | Acquisti |
| R.       | Nome     | da       | Modalità |
| -------- | -------- | -------- | -------- |

| Cessioni | Cessioni | Cessioni | Cessioni |
| R.       | Nome     | a        | Modalità |
| -------- | -------- | -------- | -------- |

## Risultati

### Bundesliga

#### Girone di andata
| Arbitro: | Fröhlich |

|                 |           |                  |
| Góra 48’ (rig.) | Marcatori | 2’ (aut.) Grauer |

| Arbitro: | Strampe |

|                              |           |                          |
| Sellimi 39’ (rig.) Güneş 51’ | Marcatori | 72’ Weber 76’, 86’ Salou |

| Arbitro: | Krug |

|                                        |           |  |
| Tskitishvili 44’ Güneş 80’ Slimane 88’ | Marcatori |  |

| Arbitro: | Kemmling |

|           |           |          |
| Bobic 90’ | Marcatori | 41’ Baya |

| Arbitro: | Wagner |

|                                                  |           |  |
| Müller 12’ Sellimi 26’ (rig.), 42’, 77’ Baya 39’ | Marcatori |  |

| Arbitro: | Merk |

|                               |           |          |
| Stratos 55’ Hermel 68’ (aut.) | Marcatori | 39’ Baya |

| Arbitro: | Wack |

|                       |           |                |
| Zeyer 33’ Sellimi 63’ | Marcatori | 60’ Bogdanović |

| Arbitro: | Meyer |

|                             |           |  |
| Butt 22’ (rig.) Panadić 74’ | Marcatori |  |

| Friburgo in Brisgovia 23 ottobre 1999, ore 15:30 CEST 9ª giornata | Friburgo | 0 – 0 referto | Bayer Leverkusen | Dreisamstadion (25 000 spett.)\| Arbitro: \| Albrecht \| |
| Arbitro:                                                          | Albrecht |               |                  |                                                          |

| Arbitro: | Fandel |

|                    |           |  |
| Rraklli 79’ (rig.) | Marcatori |  |

| Arbitro: | Fröhlich |

|                                        |           |  |
| Sellimi 26’ Zeyer 27’ K'obiashvili 90’ | Marcatori |  |

| Arbitro: | Dardenne |

|                                                                  |           |             |
| Jeremies 4’ Matthäus 12’ Sérgio 44’ Jancker 71’, 87’ Zickler 75’ | Marcatori | 14’ Sellimi |

| Arbitro: | Berg |

|  |           |                        |
|  | Marcatori | 20’ Lisztes 76’ Dundee |

| Arbitro: | Strampe |

|                                |           |                              |
| Asamoah 38’ Wilmots 82’ (rig.) | Marcatori | 34’ (rig.) Sellimi 87’ Bruns |

| Arbitro: | Krug |

|  |           |          |
|  | Marcatori | 77’ Daei |

| Arbitro: | Albrecht |

|  |           |                        |
|  | Marcatori | 57’ Ramdane 86’ Korell |

| Arbitro: | Stark |

|             |           |               |
| Sellimi 48’ | Marcatori | 19’ Juskowiak |

#### Girone di ritorno
| Arbitro: | Merk |

|                  |           |  |
| Slimane 23’, 80’ | Marcatori |  |

| Arbitro: | Wack |

|                         |           |  |
| Sobotzik 32’ Mutzel 81’ | Marcatori |  |

| Arbitro: | Aust |

|                                      |           |          |
| Zelić 17’ Häßler 66’ Golz 79’ (aut.) | Marcatori | 21’ Kohl |

| Arbitro: | Heynemann |

|            |           |              |
| Slimane 8’ | Marcatori | 21’ Herrlich |

| Arbitro: | Weiner |

|            |           |                       |
| Wibrån 51’ | Marcatori | 74’ (aut.) Holetschek |

| Arbitro: | Fleischer |

|            |           |              |
| Müller 62’ | Marcatori | 18’ Labbadia |

| Arbitro: | Krug |

|                                                        |           |                                |
| Bode 4’, 53’ Pizarro 43’ Baumann 51’ Ailton 72’ (rig.) | Marcatori | 15’ Weißhaupt 64’ (rig.) Zeyer |

| Arbitro: | Steinborn |

|  |           |                  |
|  | Marcatori | 27’, 53’ Cardoso |

| Arbitro: | Meyer |

|             |           |                 |
| Emerson 53’ | Marcatori | 3’ K'obiashvili |

| Arbitro: | Fandel |

|                                                         |           |                                  |
| Sellimi 5’ (rig.) K'obiashvili 50’ Baya 61’ Ramdane 77’ | Marcatori | 42’, 71’ Breitenreiter 65’ Seitz |

| Arbitro: | Fröhlich |

|             |           |                            |
| Wohlert 67’ | Marcatori | 48’ Iashvili 88’ Weißhaupt |

| Arbitro: | Kemmling |

|                  |           |                               |
| K'obiashvili 11’ | Marcatori | 23’ Jancker 87’ (rig.) Scholl |

| Arbitro: | Merk |

|           |           |  |
| Ganea 81’ | Marcatori |  |

| Arbitro: | Fleischer |

|                            |           |            |
| K'obiashvili 17’ Kondé 75’ | Marcatori | 6’ Asamoah |

| Berlino 28 aprile 2000, ore 20:00 CEST 32ª giornata | Hertha Berlino | 0 – 0 referto | Friburgo | Stadio Olimpico (45 128 spett.)\| Arbitro: \| Fandel \| |
| Arbitro:                                            | Fandel         |               |          |                                                         |

| Arbitro: | Strampe |

|                              |           |                |
| Sellimi 42’ K'obiashvili 90’ | Marcatori | 22’ Pettersson |

| Arbitro: | Albrecht |

|                          |           |           |
| Rische 39’ Juskowiak 82’ | Marcatori | 87’ Zeyer |

### Coppa di Germania
| Arbitro: | Keßler |

|  |           |                      |
|  | Marcatori | 17’ Baya 60’ Slimane |

| Arbitro: | Trautmann |

|                               |           |                                                    |
| Civa 39’ (rig.) Krznaric 116’ | Marcatori | 49’ Iashvili 97’, 120’ Weißhaupt 110’ K'obiashvili |

| Arbitro: | Buchhart |

|                       |           |  |
| Sellimi 45’ Bruns 49’ | Marcatori |  |

| Arbitro: | Heynemann |

|           |           |  |
| Marić 39’ | Marcatori |  |

## Statistiche

### Statistiche di squadra
| Competizione      | Punti | In casa | In casa | In casa | In casa | In casa | In casa | In trasferta | In trasferta | In trasferta | In trasferta | In trasferta | In trasferta | Totale | Totale | Totale | Totale | Totale | Totale | DR |
| Competizione      | Punti | G       | V       | N       | P       | Gf      | Gs      | G            | V            | N            | P            | Gf           | Gs           | G      | V      | N      | P      | Gf     | Gs     | DR |
| ----------------- | ----- | ------- | ------- | ------- | ------- | ------- | ------- | ------------ | ------------ | ------------ | ------------ | ------------ | ------------ | ------ | ------ | ------ | ------ | ------ | ------ | -- |
| Bundesliga        | 40    | 17      | 8       | 4       | 5       | 29      | 19      | 17           | 2            | 6            | 9            | 16           | 31           | 34     | 10     | 10     | 14     | 45     | 50     | -5 |
| Coppa di Germania | -     | 1       | 1       | 0       | 0       | 2       | 0       | 3            | 2            | 0            | 1            | 6            | 3            | 4      | 3      | 0      | 1      | 8      | 3      | +5 |
| Totale            | 40    | 18      | 9       | 4       | 5       | 31      | 19      | 20           | 4            | 6            | 10           | 22           | 34           | 38     | 13     | 10     | 15     | 53     | 53     | 0  |

### Andamento in campionato
| Giornata  | 1 | 2  | 3 | 4  | 5 | 6 | 7 | 8 | 9  | 10 | 11 | 12 | 13 | 14 | 15 | 16 | 17 | 18 | 19 | 20 | 21 | 22 | 23 | 24 | 25 | 26 | 27 | 28 | 29 | 30 | 31 | 32 | 33 | 34 |
| --------- | - | -- | - | -- | - | - | - | - | -- | -- | -- | -- | -- | -- | -- | -- | -- | -- | -- | -- | -- | -- | -- | -- | -- | -- | -- | -- | -- | -- | -- | -- | -- | -- |
| Luogo     | T | C  | C | T  | C | T | C | T | C  | T  | C  | T  | C  | T  | C  | T  | C  | C  | T  | T  | C  | T  | C  | T  | C  | T  | C  | T  | C  | T  | C  | T  | C  | T  |
| Risultato | N | P  | V | N  | V | P | V | P | N  | P  | V  | P  | P  | N  | P  | V  | N  | V  | P  | P  | N  | N  | N  | P  | P  | N  | V  | V  | P  | P  | V  | N  | V  | P  |
| Posizione | 6 | 13 | 8 | 11 | 6 | 7 | 4 | 8 | 10 | 11 | 9  | 11 | 12 | 14 | 14 | 13 | 12 | 12 | 12 | 12 | 13 | 13 | 14 | 15 | 15 | 15 | 13 | 12 | 12 | 13 | 12 | 12 | 11 | 12 |

Legenda:

Luogo: C = Casa; T = Trasferta. Risultato: V = Vittoria; N = Pareggio; P = Sconfitta.

### Statistiche dei giocatori
| Giocatore       | Bundesliga | Bundesliga | Bundesliga  | Bundesliga | Coppa di Germania | Coppa di Germania | Coppa di Germania | Coppa di Germania | Totale   | Totale | Totale      | Totale     |
| Giocatore       | Presenze   | Reti       | Ammonizioni | Espulsioni | Presenze          | Reti              | Ammonizioni       | Espulsioni        | Presenze | Reti   | Ammonizioni | Espulsioni |
| --------------- | ---------- | ---------- | ----------- | ---------- | ----------------- | ----------------- | ----------------- | ----------------- | -------- | ------ | ----------- | ---------- |
| Z. Baya         | 25         | 4          | 4           | 1          | 4                 | 1                 | 0                 | 0                 | 29       | 5      | 4           | 1          |
| A. Bornemann    | 3          | 0          | 0           | 0          | 0                 | 0                 | 0                 | 0                 | 3        | 0      | 0           | 0          |
| F. Bruns        | 22         | 1          | 2           | 0          | 3                 | 1                 | 0                 | 0                 | 25       | 2      | 2           | 0          |
| T. Böttjer      | 0          | 0          | 0           | 0          | 0                 | 0                 | 0                 | 0                 | 0        | 0      | 0           | 0          |
| B. Diarra       | 27         | 0          | 9           | 1          | 2                 | 0                 | 1                 | 0                 | 29       | 0      | 10          | 1          |
| B. Dreyer       | 6          | 0          | 1           | 0          | 3                 | 0                 | 0                 | 0                 | 9        | 0      | 1           | 0          |
| R. Golz         | 33         | 0          | 0           | 0          | 4                 | 0                 | 0                 | 0                 | 37       | 0      | 0           | 0          |
| A. Güneş        | 14         | 2          | 2           | 0          | 1                 | 0                 | 0                 | 0                 | 15       | 2      | 2           | 0          |
| S. Hampl        | 2          | 0          | 0           | 0          | 0                 | 0                 | 0                 | 0                 | 2        | 0      | 0           | 0          |
| L. Hermel       | 26         | 0          | 5           | 0          | 4                 | 0                 | 0                 | 0                 | 30       | 0      | 5           | 0          |
| A. Iashvili     | 22         | 1          | 3           | 0          | 1                 | 1                 | 0                 | 0                 | 23       | 2      | 3           | 0          |
| L. Kanyuk       | 0          | 0          | 0           | 0          | 0                 | 0                 | 0                 | 0                 | 0        | 0      | 0           | 0          |
| L. K'obiashvili | 33         | 6          | 6           | 0          | 4                 | 1                 | 1                 | 0                 | 37       | 7      | 7           | 0          |
| R. Kohl         | 19         | 1          | 2           | 0          | 1                 | 0                 | 0                 | 0                 | 20       | 1      | 2           | 0          |
| O. Kondé        | 25         | 1          | 3           | 1          | 2                 | 0                 | 2                 | 0                 | 27       | 1      | 5           | 1          |
| S. Korell       | 12         | 1          | 6           | 0          | 2                 | 0                 | 1                 | 0                 | 14       | 1      | 7           | 0          |
| S. Müller       | 25         | 2          | 5           | 0          | 3                 | 0                 | 0                 | 0                 | 28       | 2      | 5           | 0          |
| K. Neitzel      | 0          | 0          | 0           | 0          | 0                 | 0                 | 0                 | 0                 | 0        | 0      | 0           | 0          |
| M. Pavlin       | 1          | 0          | 0           | 0          | 1                 | 0                 | 0                 | 0                 | 2        | 0      | 0           | 0          |
| A. Ramdane      | 19         | 2          | 4           | 0          | 0                 | 0                 | 0                 | 0                 | 19       | 2      | 4           | 0          |
| T. Reus         | 1          | 0          | 0           | 0          | 0                 | 0                 | 0                 | 0                 | 1        | 0      | 0           | 0          |
| M. Schoppel     | 0          | 0          | 0           | 0          | 0                 | 0                 | 0                 | 0                 | 0        | 0      | 0           | 0          |
| D. Schumann     | 12         | 0          | 2           | 0          | 3                 | 0                 | 2                 | 0                 | 15       | 0      | 4           | 0          |
| A. Sellimi      | 27         | 11         | 2           | 0          | 2                 | 1                 | 0                 | 0                 | 29       | 12     | 2           | 0          |
| M. Slimane      | 22         | 4          | 1           | 1          | 4                 | 1                 | 1                 | 0                 | 26       | 5      | 2           | 1          |
| L. Tskitishvili | 3          | 1          | 0           | 0          | 1                 | 0                 | 0                 | 0                 | 4        | 1      | 0           | 0          |
| M. Weißhaupt    | 30         | 2          | 2           | 0          | 4                 | 2                 | 1                 | 0                 | 34       | 4      | 3           | 0          |
| T. Willi        | 29         | 0          | 6           | 0          | 3                 | 0                 | 1                 | 0                 | 32       | 0      | 7           | 0          |
| A. Zeyer        | 33         | 4          | 3           | 0          | 4                 | 0                 | 0                 | 0                 | 37       | 4      | 3           | 0          |